# ديريك لايلي
ديريك لايلي (بالإنجليزية: Derek Lyle)‏ (13 فبراير 1981 بغلاسكو في المملكة المتحدة - ) هو لاعب كرة قدم بريطاني في مركز الهجوم. لعب مع دونفرملين أثلتيك وكوين أوف ساوث ونادي بارتيك ثيسل ونادي دندي وهاميلتون أكاديميكال ونادي ستيرلينغشير الشرقية ونادي ستيرلينغ ألبيون ونادي كاودينبيث لكرة القدم ونادي غرينوك مورتون.

## وصلات خارجية
- ديريك لايلي على موقع قاعدة بيانات كرة القدم.إي يو (الإنجليزية)
- ديريك لايلي على موقع Soccerbase.com (لاعب) (الإنجليزية)
- ديريك لايلي على موقع Soccerway.com (الإنجليزية)